# Almedin Hota
Almedin Hota, né le 22 juillet 1976 à Sarajevo, est un footballeur international bosnien évoluant au poste de milieu de terrain.